# Yelena Lébedeva
Yelena Alexándrovna Lébedeva –en ruso, Елена Александровна Лебедева– (Leningrado, URSS, 18 de septiembre de 1978) es una deportista rusa que compitió en remo. Ganó dos medallas en el Campeonato Europeo de Remo, en los años 2015 y 2016.

## Palmarés internacional
| Campeonato Europeo | Campeonato Europeo     | Campeonato Europeo | Campeonato Europeo |
| Año                | Lugar                  | Medalla            | Prueba             |
| ------------------ | ---------------------- | ------------------ | ------------------ |
| 2015               | Poznań (Polonia)       | Medalla de oro     | Ocho con timonel   |
| 2016               | Brandeburgo (Alemania) | Medalla de bronce  | Ocho con timonel   |